# Buais-les-Monts
Buais-les-Monts – gmina we Francji, w regionie Normandia, w departamencie Manche. W 2013 roku liczba ludności wynosiła 659 mieszkańców.
Gmina została utworzona 1 stycznia 2016 roku z połączenia dwóch ówczesnych gmin: Buais oraz Saint-Symphorien-des-Monts. Siedzibą gminy została miejscowość Buais.